# Врангель, Егор Петрович
Барон Егор Петрович Врангель (нем. Georg Otto Anton (Georg) von Wrangel; 1803—1873) — российский генерал-лейтенант, директор Петровского Полтавского кадетского корпуса (1849—1856). 
Его брат Фердинанд Петрович Врангель — известный мореплаватель.

## Биография
Родился 25 февраля 1803 года[по какому календарю?]. Происходил из древнего рода балтийских немцев. Отец — артиллерии майор барон Пётр Берендтович (Петер Людвиг) Врангель; мать — Доротея-Маргарита-Барбара фон Фрейман. Родители умерли очень рано: отец — в 1807 году, а мать — в 1806 году. Их многочисленные дети были взяты на воспитание в семью брата отца — Вильгельма, в которой было 2 сына: Бернгард и Егор.
Учился в 1811—1815 годах в Ревеле. В 1817 году поступил юнкером в Ахтырский полк (Екатеринославская губерния) и 24 апреля 1818 года получил первый офицерский чин. В 1821 году переведён в Нарвский драгунский полк (Полтавская губерния); с 1823 года — штабс-капитан; с 1824 года был адъютантом начальника штаба 4-го пехотного корпуса генерала А. И. Красовского, затем — адъютантом генерала Ф. В. Акинфова. В 1827 году был награждён орденами Св. Анны 3-й степени и Св. Владимира 4-й степени с бантами. Принимал участие в действиях на Кавказе и в войне 1828 года, по окончании которой был направлен в Образцовый пехотный полк.
Участвовал 6 августа 1824 года во встрече А. С. Пушкина на почтовой станции Могилёв и на квартире у племянника Е. А. Энгельгардта, А. П. Распопова.
В 1829 году числился ротмистром, а уже с 1831 года — полковником Александрийского гусарского полка; в 1835 году стал командиром Ахтырского гусарского полка; 30 апреля 1839 года Е. П. Врангель был назначен командиром Волынского уланского полка и 30 августа того же года произведён в генерал-майоры. С 1841 года — командир 1-й бригады 4-й лёгкой кавалерийской дивизии; в 1844—1845 году был на Кавказе.
С 1846 года находился в штабе при великом князе Михаиле Павловиче и 4 марта 1849 года был назначен директором Петровского Полтавского кадетского корпуса, куда прибыл в мае 1849 года. В декабре того же года ему было присвоено звание генерал-лейтенанта.
Врангель не был чужд духа времени и считал возможным только страхом наказания поддерживать строй заведения. Впрочем, он отнял у ротных командиров право подвергать кадетов наказанию самовольно. О том, как надо вести воспитание он говорил:

Часто мы слышим: нужна строгость, большая строгость!... С этим я вполне согласен. Но как её употребить? С которого конца начать? Вот что требует целого размышления. По моему убеждению, каждый человек, имеющий свой круг действий и ответственное влияние на других, имеет над ними власть и обязанность в нужных случаях быть с ними строгим, то есть разумно твердым и настойчивым в своих основательных требованиях, без оскорбления и унижения подвластных, а с непременной для них пользой. Чем он строже к самому себе и добросовестнее и усерднее к ним, чем более оказывает им уважения, участия, услужливости, любви, тем более, возбуждая в них признательность и взаимность, он приобретает над ними и власть и возможность быть, где нужно строгим. Несомненно, будет успех и он встретит не раздражение и строптивость, а смирение и усердие. Приведу здесь, с полным убеждением, недавно произнесенные замечательные слова истинно русского человека: сила не в силе, а сила в любви
.
В 1856 году Врангель получил должность попечителя Белорусского (Виленского) учебного округа; он стал первым попечителем этого края; до этого времени учебная часть в крае была подчинена генерал-губернатору. Исполняя должность попечителя был одновременно председателем Виленского цензурного комитета. В должности попечителя он находился по 30 августа 1861 года, после чего был назначен членом совета и Инспектором военно-учебных заведений.
В 1859 году барон Егор Петрович Врангель являлся действительным членом личного состава Музеума древностей Виленской археологической комиссии.
Оставил службу 21 января 1863 года. Последние годы своей жизни прожил в Дерпте, где и скончался 1 (13) января 1873 года.

## Награды
- орден Св. Анны 3-й степени с бантом (1827)
- орден Св. Владимира 4-й степени с бантом (1827)
- орден Св. Анны 2-й степени (1829; императорская корона к ордену — 1835)[3]
- орден Св. Владимира 3-й степени (1837)[3]
- орден Св. Станислава 1-й степени (1842)
- орден Св. Георгия 4-й степени (3.12.1842; № 6686; за 25 лет службы)
- орден Св. Анны 1-й степени с бантом (1845)
- орден Св. Владимира 2-й степени с бантом (1852)
- орден Белого орла (1855)
- Знак отличия (1855; за 30 лет службы)

## Семья
Известно, что 20 марта 1835 года, в Гатчине, он женился на Каролине фон Швебс (1811—1869). У них дети:
- Фридрих (17.3.1840, Ливны — 5.1.1897);
- Фердинанд (1.5.1844—6.5.1861)
- Доротея (16.2.1847—4.3.1916); замужем за Георгом Эттингеном (эст. Georg Philipp von Oettingen) (1824—1916), который в 1868—1876 годах был ректором Дерптского университета;
- Георгий (11.8.1848—4.6.1889)